# Liste des municipalités de l'État de l'Acre
L'État de l'Acre au Brésil compte 22 municipalités (municípios en portugais).

## Municipalités
- Acrelândia
- Assis Brasil
- Brasiléia
- Bujari
- Capixaba
- Cruzeiro do Sul
- Epitaciolândia
- Feijó
- Jordão
- Mâncio Lima
- Manoel Urbano
- Marechal Thaumaturgo
- Plácido de Castro
- Porto Acre
- Porto Walter
- Rio Branco (capitale de l'État de l'Acre)
- Rodrigues Alves
- Santa Rosa do Purus
- Senador Guiomard
- Sena Madureira
- Tarauacá
- Xapuri

## Sources
- Infos supplémentaires (cartes simple et en PDF, et informations sur l'État).
- Infos sur les municipalités du Brésil
- Liste alphabétique des municipalités du Brésil